# Шум в серці (фільм)
«Шум у серці» (фр. Le souffle au cœur) — драматичний фільм режисера Луї Маля 1971 року.

## Сюжет
Дія відбувається в 1954 році у Франції. Головний герой — розумний, начитаний 14-річний підліток Лоран Шевальє. Фільм присвячений історії його становлення як чоловіка, першим сексуальним пробам типового французького хлопця. Батько Лорана, успішний лікар-гінеколог Діжона, не приділяє уваги своїм синам, а Лоран дуже любить свою матір Клару Шевальє, з якою у нього дуже близькі стосунки. У юнака вроджена вада серця, через що він стає об'єктом дружніх глузувань і жартів на межі фолу його двох старших братів, які для нього, однак, лишаються великим авторитетом через їхній веселий і молодецький стиль життя. Лоран намагається наслідувати їхні звички, але він ще надто молодий, що, втім, не зупиняє його. Брати потихеньку долучають Лорана до перших вечірок з дівчатами, першим поцілунків, спиртного і сигарет. Саме брати оплачують молодшому Шевальє перший сексуальний досвід з гарненькою повією в місцевому кварталі червоних ліхтарів, але, напившись, роблять дурницю, вриваючись до нього прямо в номер посеред інтимного процесу. Хвороба серця приводить хлопчину в санаторій, куди він їде разом з матір'ю і де продовжує спроби почати доросле сексуальне життя, знайомлячись з тамтешніми дівчатами. У підсумку саме мати стає для сина першим успішним сексуальним досвідом і благословляє хлопчика на шлях дорослого життя. З ліжка Клари Лоран в ту ж ніч перескакує в номер сусідської дівчини Дафнії і повертається до себе тільки під ранок босоніж з черевиками в руках. Увійшовши в номер, він несподівано виявляє всю сім'ю в зборі — до них приїхали брати і батько. Німа сцена. Брати хихикають, розуміючи, в чому справа. Батько питає сина, чому той не спить у себе в номері, і сам починає усміхатися. Незабаром вся сім'я починає дружно реготати, вітаючи початок дорослого життя молодшого сина.

## У ролях
- Леа Массарі — Клара Шевальє
- Бенуа Ферре — Лоран Шевальє
- Данієль Желен — Шарль Шевальє
- Майкл Лонсдейл — отець Анрі

## Нагороди та номінації
- 1973 — номінації на премію Оскар як «Кращий оригінальний сценарій».
- 1971 — учасник основного конкурсного показу Каннського кінофестивалю.